# 陳韋辰
陳韋辰（1990年7月21日—）國立政治大學民族學系碩士生，前批踢踢黑特板板主(2009-2011)、前黑色島國青年陣線研究部部長。
2010年任批踢踢黑特板板主時，針對網絡言論自由議題曾表示，使用者往往會針對不當的消息來源、放大媒體片面的報導作不理性的討論，所以必須透過一些規範來禁止不當言詞。從板主的管理職責出發，陳韋辰表示「我們基本上還有版規，那我們限定的底線是不要讓他們觸犯現實的法律，我們就是幫他們去迴避這些事情。」。
2013年4月，由於不滿國立政治大學水岸電梯興建工程與相關爭議，時任批踢踢政大板板主的陳韋辰發起「讚美　水岸電梯徵文比賽」，引起學生熱烈迴響與討論，以反諷方式，盼喚起政大人對水岸電梯的「認同」，希望藉由徵文來凸顯水岸電梯的荒謬，也希望大家能把這樣的創作力轉化成實際批判。
2017年1月19日，有政大地縛靈之稱的陳韋辰在碩士論文口試時獲得了87分的高分，亦終於從政治大學民族學系碩士班畢業。陳韋辰於同年3月16日進入中華民國國軍服役，目前在退輔會任職替代役。

## 社會運動
2013年9月30日黑色島國青年陣線發起「反對獨裁毀憲、拒絕國會背書、停止趕場公聽、莫做毀憲幫兇」行動，在立法院外抗議服貿公聽會程序草率，陳韋辰以電影《海角七號》的對白，批服貿開放生老病死的產業讓給中國外資財團，人民從出生到死亡都被財團掌控、剝削，「山也BOT，海也BOT，連人民都要被BOT！」。
2013年11月4日發表〈服貿協議 嚴重危害台灣原住民族文化傳承〉一文於想想論壇，主張自由貿易對弱勢族群的文化與認同造成嚴重衝擊，在經濟、政治、法律等層面外，也應該重視服務貿易協議對民族文化的衝擊。
2014年3月19日，在太陽花學運開始的隔天，陳韋辰在原住民族電視臺新聞節目上表示，服貿協議開放後，在觀光產業的一條龍模式之下，原住民族在觀光產業上的資本額，絕對玩不過中資財團的龐大資本。也表示張慶忠強渡服貿協議審查，破壞了民主法治的底限。
2014年4月29日，林義雄以絕食表達反核理念進入第七天，黑色島國青年陣線發表認同反核理念的聲明，由陳韋辰撰稿，該聲明認為政府強力推動服貿協議和核能發電，其背後隱藏著同樣的邏輯，那就是一味追求虛假的經濟發展，以空洞的「拚經濟」做為治國的唯一方針，將經濟利益凌駕於環境保護、居住安全、世代正義、分配正義、民主人權等我們珍惜的價值之上。並以虛幻的美好願景作為包裝，強迫我們接受實質上敗壞腐朽的服貿協議和核能發電。
2014年5月12日，由於國民黨團立法院團變更議程，刻意提高罷免難度。台灣教授協會召開記者會，陳韋辰譴責國民黨的蠻橫專斷與惡劣行經，強調由人民選出來的立委，不為人民權益把關，是立委的失職與無能，這不僅是憲政危機，更是民主制度的全面崩盤。陳韋辰說，罷免是人民享有的權利，現行發動罷免要成案就來就很困難，國黨民黨團意圖修法阻止民意，只是為了保住立委自己的飯碗，狠批國民黨立法委員是小孬孬。
2014年6月26日，由於反對衛福部推動自由經濟示範區的國際醫療，醫師勞動條件改革小組、台灣基層護理產業工會、黑色島國青年陣線等團體在台北國際會議中心舉行記者會抗議。陳韋辰提出3點訴求：反對經貿去管制化，要求落實分配正義，以及人民行動奪回對「自由」的詮釋。陳韋辰主張，經貿去管制化只會造成貧富懸殊，自經區是一個去管制化、法規鬆綁、降低稅收的資本競技區，醫療在自經區中將變成私有化、階級化的商品，有錢有權的人，才能享有豐沛醫療資源，排擠使用健保的平民，讓後者淪為醫療市場的底層階級。陳韋辰還批評，國發會說「自經區開放國際醫療，是一種劫富濟貧」，國發會這是一種奢望財團會落實利益均沾的妄想。台灣已有偏鄉及離島的醫療資源不足，在醫療勞動條件改革、分配正義落實以前，政府仍陷入這種「把餅做大」的迷思，就只是一個口號而已。
2014年10月，陳韋辰在台灣人類學與民族學學會(TSAE)與世界人類學會聯合會(WCAA)上指出，318運動並不能稱為「太陽花學運」，因為運動參與者的身份屬性實際上是多元的，並不可以像許多媒體的理解，單純用『學生』或『社會科學的學生』來定位這次運。
2015年5月19日，因為對於組織路線、組織想像上的落差，魏揚、蔡昆儒、陳韋辰、簡君儒決議離開「黑色島國青年陣線」。陳韋辰表明是因為在整體路線、運動與政治想像、組織想像與方法上，與許多組織成員存在一些關鍵性的差異無法得到言明與解決，因此退出黑島青。